# Guilherme Macuglia
Guilherme Leoni de Moura Macuglia, mais conhecido como Guilherme Macuglia (Porto Alegre, 27 de agosto de 1961), é um ex-futebolista brasileiro e atual treinador de futebol. Atualmente, comanda o São Caetano.

## Carreira

### Jogador
Começou a carreira de jogador no Grêmio em 1977.

### Treinador
Desde 1992, Macuglia é treinador de futebol.
Em 2003, comandou o Pelotas no Campeonato Gaúcho.
Assumiu o Coritiba no início do Campeonato Paranaense de 2007, onde foi eliminado nas semifinais, diante do Paranavaí. Em junho, deixou o clube, após começo irregular na Série B do Campeonato Brasileiro.
Em 2008, dirigiu o Guaratinguetá no Campeonato Paulista levando o clube a uma inédita semifinal. Ficou no clube até abril.
Em maio de 2008, passou a comandar o Figueirense, mas durou apenas cinco rodadas no Brasileirão e no dia 24 de junho foi demitido. Não ficou muito tempo desempregado e dias depois assumiu o São Caetano, em julho, mas após apenas 10 jogos caiu, em agosto.
Em fevereiro de 2009, assumiu o Guarani, mas só durou um mês, comandando o time em quatro rodadas, acumulando três derrotas e um empate. Em março, foi convidado para dirigir o América-RN, ainda no Campeonato Potiguar e comandou o América durante parte do Campeonato Brasileiro da Série B, 14 jogos no total, chegando até a ocupar o G4 da competição.
Depois foi para o Náutico, onde permaneceu até fevereiro de 2010, após comandar o Alvirrubro em dez partidas, somando seis vitórias, três derrotas e um empate.
Em abril de 2011, deixa o Criciúma para se tornar o treinador do Caxias, que estava disputando a Copa do Brasil.
Em setembro de 2011, assume o Paraná Clube para a sequência da Série B do Campeonato Brasileiro.
Em agosto de 2012, rescindiu seu vínculo com o Rio Branco-AC, onde conquistou o Campeonato Estadual.
Em 2013, assume o Marcílio Dias.
No início de 2015, voltou ao Marcílio Dias.
Em fevereiro de 2016, volta ao América-RN. Em 14 jogos, conseguiu um aproveitamento de 40,47% - em dois meses, foram quatro vitórias, cinco empates e cinco derrotas.
Foi anunciado como novo técnico do Central, de Pernambuco, em abril de 2016.
Em 12 de dezembro de 2016, assumiu o Rio Branco-PR e comandou o time em 3 jogos, dois empatas e uma vitória, saindo em fevereiro de 2017.
Em fevereiro de 2017, foi o escolhido para tentar livrar o Ypiranga do rebaixamento no Gauchão 2017. Deixou o Canarinho em julho de 2017.

## Títulos

### Como jogador
Grêmio
- Campeonato Gaúcho Sub-20: 1979

Esportivo
- Copa do Governador: 1980

São Luiz
- Campeonato Gaúcho da Segunda Divisão: 1989

### Como treinador
Grêmio Sub-20
- Copa Blue Stars: 2001
- Copa James Vital: 2001
- Torneio de Monthey: 2001

Pelotas
- Fase seletiva do Campeonato Gaúcho: 2001

15 de Novembro
- Campeonato do Interior 2003

Internacional Sub-20
- Torneio Aldo Dosena: 2005

Criciúma
- Campeonato Brasileiro Série C: 2006

Rio Branco-AC
- Campeonato Acriano: 2012

América-RN
- Copa Cidade de Natal: 2016